# Heinrich Thoma
Heinrich »Heini« Thoma, švicarski veslač, * 16. oktober 1900, † 1982
Thoma je za Švico nastopil na Poletnih olimpijskih igrah 1924 v Parizu. V dvojnem dvojcu je osvojil bronasto medaljo, njegov veslaški partner takrat pa je bil Rudolf Bosshard.